# Antoinette Laan-Geselschap
Antoinette Laan-Geselschap (Enschede, 6 april 1965) is een Nederlands politica namens de VVD.

## Biografie
Ze studeerde bestuurskunde aan de Erasmus Universiteit Rotterdam. Laan was actief als raadslid en lid van het dagelijks bestuur in de Rotterdamse deelgemeente Kralingen-Crooswijk en lid van de gemeenteraad van Rotterdam. Daar was ze tussen 2010 en 2014 wethouder van sport en recreatie, kunst en cultuur. Op 31 oktober 2017 werd ze geïnstalleerd als lid van de Tweede Kamer en was daarin bijna 3,5 jaar werkzaam. Op 30 maart 2021 nam zij afscheid van de Tweede Kamer. Sinds 6 april 2021 is zij wethouder van Schiedam.
Haar man is oud-Kamerlid Jock Geselschap, met wie zij in 1997 het Nederlands Kampioenschap Debatteren won.